# كريستيان فيليب
كريستيان فيليب (بالألمانية: Christian Philipp)‏ هو عسكري ألماني، ولد في 3 سبتمبر 1893 في Michelfeld ‏ في ألمانيا، وتوفي في 16 أكتوبر 1963 في أونترلاينلايتر في ألمانيا.